# Френсесвілл (Індіана)
Френсесвілл (англ. Francesville) — місто (англ. town) в США, в окрузі Пуласкі штату Індіана. Населення — 852 особи (2020).

## Географія
Френсесвілл розташований за координатами 40°59′7″ пн. ш. 86°53′1″ зх. д. / 40.98528° пн. ш. 86.88361° зх. д. (40.985297, -86.883696).  За даними Бюро перепису населення США в 2010 році місто мало площу 0,79 км², уся площа — суходіл.

## Демографія
Згідно з переписом 2010 року, у місті мешкало 879 осіб у 353 домогосподарствах у складі 259 родин. Густота населення становила 1118 осіб/км².  Було 384 помешкання (488/км²).
Расовий склад населення:
| - 97,0 % — білих - 0,7 % — корінних американців - 0,2 % — чорних або афроамериканців - 0,1 % — азіатів |

До двох чи більше рас належало 1,6 %. Частка іспаномовних становила 3,6 % від усіх жителів.
За віковим діапазоном населення розподілялося таким чином: 26,1 % — особи молодші 18 років, 57,5 % — особи у віці 18—64 років, 16,4 % — особи у віці 65 років та старші. Медіана віку мешканця становила 39,6 року. На 100 осіб жіночої статі у місті припадало 97,1 чоловіків;  на 100 жінок у віці від 18 років та старших — 86,8 чоловіків також старших 18 років.
Середній дохід на одне домашнє господарство  становив 54 161 долар США (медіана — 48 281), а середній дохід на одну сім'ю — 53 230 доларів (медіана — 50 000). Медіана доходів становила 38 438 доларів для чоловіків та 31 696 доларів для жінок. За межею бідності перебувало 11,4 % осіб, у тому числі 10,1 % дітей у віці до 18 років та 7,6 % осіб у віці 65 років та старших.
Цивільне працевлаштоване населення становило 419 осіб. Основні галузі зайнятості: виробництво — 19,1 %, освіта, охорона здоров'я та соціальна допомога — 16,7 %, роздрібна торгівля — 12,9 %, сільське господарство, лісництво, риболовля — 9,5 %.